# Tschertanowo Moskau
Tschertanowo Moskau ist der Name der Fußballmannschaften der renommierten Moskauer Fußballschule Tschertanowo, die 1992 gegründet wurde.
Die Herrenmannschaft FK Tschertanowo Moskau (russisch Фк Чертаново Москва/FK Tschertanowo Moskwa) spielte nach vier Spielzeiten 1993–1997 in der jeweils untersten russischen Profiliga von 1998 bis 2014 durchgängig in der höchsten Amateurklasse LFL. Ab der Spielzeit 2014/15 nahm das Team am drittklassigen Perwenstwo PNL teil. Ab der Saison 2018/19 spielte die Mannschaft im Perwenstwo FNL, der zweiten russischen Liga. Seit 2024 spielt Tschertanowo nur noch in der vierthöchsten russischen Spielklasse, der 2. Liga Division B.
Das Frauenteam SchK Tschertanowo Moskau (russisch ЖК Чертаново Москва/SchK Tschertanowo Moskwa) war 1992 Gründungsmitglied der obersten russischen Frauenliga und mit 16 Jahren der Erstklassigkeit russischer Rekordhalter, zog sich aber 2007 vom Spielbetrieb zurück und ließ sich in die 2. Liga (1. Division) zurückstufen. Das Team ist amtierender Meister 2009 der Staffel West der 1. Division.